# Georges Bataille
Georges Bataille [žorž bataj] (10. září 1897 Billom, Auvergne – 8. července 1962 Paříž) byl originální francouzský myslitel, esejista a spisovatel, který výrazně ovlivnil současnou filosofii.

## Život
Narodil se v malé obci ve střední Francii v rodině slepého otce, která se roku 1901 přestěhovala do Champagne, kde navštěvoval gymnázium v Remeši a v Épernay. Roku 1914 odešla matka s dětmi před blížící se válečnou frontou ke svým rodičům v Auvergne, kde roku 1915 maturoval. 1916 byl mobilizován, ale pro nemoc brzy propuštěn. Ačkoli byl vychován ateisticky, začal studovat teologii, od roku 1917 studoval na École des chartes v Paříži pomocné vědy historické a promoval roku 1922 prací o středověkém rukopisu. Roku 1920 se v Londýně setkal s Henri Bergsonem, po návratu pokračoval studiem španělštiny v Madridu a pak pracoval jako správce sbírky mincí francouzské Národní knihovny. Silně ho ovlivnila četba F. Nietzscheho a S. Freuda, stejně jako dlouholeté přátelství s ruským existencialistou L. Šestovem. Účastnil se počátků surrealismu, ale brzy se s ním rozešel. Roku 1942 onemocněl tuberkulosou a musel svou práci opustit. Roku 1946 se oženil a od roku 1949 byl opět knihovníkem v Carpentras v Provenci v jižní Francii. Zde se setkal s mnoha významnými umělci (Jean Dubuffet, Joan Miró, Pablo Picasso) a spřátelil se s Albertem Camusem a zejména s René Charem. Od roku 1951 byl knihovníkem v Orléans, kde publikoval ještě řadu knih a roku 1961 se vrátil do Paříže, začal však trpět sklerózou, na niž roku 1962 zemřel.

## Myšlení a dílo
Bataille byl od mládí zaujat temnými či „podvratnými“ stránkami života, vášní, násilím a smrtí, jejichž setkání nacházel například v býčích zápasech (corrida). Země i život se podle něho vyznačují přebytkem „energie“ a lidé se jen rozhodují, jakým způsobem jej vyplýtvají nebo zničí. Vydal (zprvu pod pseudonymy) řadu románů, které vzbudily pohoršení, a i ve svých esejích se zabýval „mystickou“ stránkou ekonomie, „přestoupeními“ (transgressions), vzpourami, zločinci a lidmi na okraji společnosti. Tím si vysloužil ostrou kritiku André Bretona i J.-P. Sartra. Napsal řadu knih o umění, o Nietzscheově filosofii a o erotice. Sebrané spisy mají 13 svazků.
Ve 30. letech se Bataille účastnil Kolegia sociologie, kde se setkával s antropology M. Leirisem a R. Cailloisem, založil a redigoval několik časopisů, zejména vlivnou Critique (1946). Jeho dílo významně ovlivnilo například J. Lacana, M. Foucaulta, J. Derridu, J. Baudrillarda nebo G. Agambena a těší se stále značné pozornosti nejen v Evropě a v USA.
| „                         | Zdrojem i podstatou našeho bohatství je sluneční záření, které rozdává energii – čili bohatství – bez jakékoli protihodnoty. Slunce dává a nic nedostává zpět. | “ |
| — Prokletá část, str. 32. | |   |